# Rhimphoctona grandis
Rhimphoctona grandis là một loài tò vò trong họ Ichneumonidae.